# Bracon aequalis
Bracon aequalis är en stekelart som beskrevs av Léon Abel Provancher 1880. Bracon aequalis ingår i släktet Bracon och familjen bracksteklar. Inga underarter finns listade.